# Hrvaško-slovenski kmečki upor
Hrvaško-slovenski kmečki upor (hrvaško Hrvatsko-slovenska Seljačka buna), tudi slovensko-hrvaški kmečki upor, Gubčev upor ali Gubčev kmečki upor (hrvaško Gupčeva buna) je bil eden izmed številnih kmečkih uporov na Slovenskem, bil je med največjimi in najboljše organiziran. Upor, ki ga je sprožilo kruto ravnanje s podložniki barona Ferenca Tahija, se je po 12 dneh končalo s porazom upornikov in krvavim maščevanjem plemstva. Odvijal se je leta 1573, priprave pa so se začele že leto prej, trajal pa je samo dva tedna. Boj je zajel okoli 5000 km², udeležilo se je približno 12.000 puntarjev. Vodja upora je bil Ilija Gregorić, upornike pa je vodil Matija Gubec.
Kmetje so med januarjem in februarjem zavzeli številne gradove in mesta, 3. februarja 1573 so uporniki napadli Brežice, zavzeli mesto, ne pa grad (zaradi mogočnega topa). 5. februarja je prišlo do prvega pomembnejšega spopada med uporniki in plemstvom. Plemstvo je zbralo močno vojsko z uskoki, ki so porazili uporniško vojsko. Okrog 3000 upornikov je bilo pobitih ali so utonili v Savi, več jih je bilo ujetih. Upor na slovenskih tleh se je končal 8. februarja, ko je plemiška vojska pod gradom Kunšperk porazila Gregorićevo vojsko. 9. februarja je tudi Gubec doživel poraz pri Stubiških Toplicah na Hrvaškem. Plemstvo se je nad podložniki kruto maščevalo.
Matijo Gubca so odpeljali v Zagreb, 15. februarja so ga javno mučili in usmrtili. Kronali so ga z železno krono ter ga razčetverili. Leto dni kasneje so v Zagrebu usmrtili tudi Ilija Gregorića.

## Ozadje
V poznem 16. stoletju je grožnja osmanskih vpadov obremenjevala gospodarstvo južnih bokov Svetega rimskega cesarstva in fevdalci so nenehno povečevali svoje zahteve do kmetov. V Hrvaškem Zagorju je k temu prispevalo kruto ravnanje s kmeti s strani barona Ferenca Tahija, ki se je odražalo v dajatvah, pretirani tlaki, brezpravnosti podložnikov, izvajanje terorja nad kmečkim prebivalstvom in njegovi spori s sosednjimi baroni glede zemlje, ki segajo v leto 1564, ki so prerasli v oborožene spopade. Ko so številne pritožbe cesarju ostale neuslišane, so se kmetje zarotili, da bi se uprli s svojimi vrstniki v sosednjih deželah Štajerski in Kranjski ter z nižjimi sloji meščanov.

## Upor
Upor je 28. januarja 1573 sočasno izbruhnil na več delih Štajerske, Kranjske in Hrvaške. Politični program upornikov je bil zamenjati plemstvo s kmečkimi uradniki, ki bi bili odgovorni neposredno cesarju, ter odpraviti vse fevdalne posesti in obveznosti do rimskokatoliške cerkve. Sestavljena je bila kmečka vlada s člani Matija Gubec, Ivan Pasanec in Ivan Mogaić. Izdelani so bili daljnosežni načrti, vključno z odpravo deželnih meja, odprtjem cest za trgovino in samovlado kmetov.
Vodja upornikov Ilija Gregorić je načrtoval obsežno vojaško operacijo, da bi zagotovil zmago uporu. Vsako kmečko gospodinjstvo je zagotovilo enega človeka za vojsko, kar je poželo nekaj začetnih uspehov; njihovi revolucionarni cilji pa so vznemirili plemstvo, ki je v odgovor dvignilo vojsko. Uporniki so uporabljali mrežo informatorjev, ki so posredovali informacije o premikih nasprotnih enot; pa so vohuni med kmeti sami posredovali informacije o širjenju upora plemstvu.

## Povračilni ukrepi
5. februarja je uskoški stotnik in baron Jobst Joseph von Thurn vodil vojsko 500 uskokov iz Kostanjevice in nekaj nemških vojakov, ki je premagala uporniški odred Nikole Kupiniča pri Krškem (na Spodnjem Štajerskem), kar je bil prvi večji poraz upornikov. To je hitro oslabilo upor na Kranjskem in Štajerskem.
Naslednji dan je bil pri Samoborju poražen še en oddelek upornikov. 9. februarja je potekala odločilna bitka na Stubičkem polju. Gubec in njegovih 10.000 mož se je močno upiralo, a po krvavi štiriurni bitki jih je baronska vojska premagala in Gubca zajela. Upor ni uspel.
Maščevanje je bilo brutalno: poleg 3000 kmetov, ki so umrli v bitki, je bilo veliko ujetnikov obešenih ali pohabljenih. Matijo Gubca so 15. februarja javno mučili in usmrtili. Policisti Petar Ljubojević, Vuk Suković in Dane Bolčeta (pravoslavni) ter Juraj Martijanović in Tomo Tortić (katoličani) so bili vsi obsojeni na dosmrtno ječo in izgubili vse svoje premoženje. Mogaić je bil ubit v zadnji bitki, Pasanec pa najverjetneje v enem od spopadov v začetku februarja. Gregoriću je uspelo pobegniti, a so ga v nekaj tednih ujeli, pripeljali na zaslišanje na Dunaj in leta 1574 usmrtili v Zagrebu.

## Zapuščina
Gubčev upor in mučenje sta v Sloveniji in na Hrvaškem pridobila legendarni status. Navdihnil je številne pisatelje in umetnike, med drugim pisatelja Miroslava Krležo in Augusta Šenoo, pesnika Antona Aškerca (Kronanje v Zagrebu) ter kiparja Antuna Augustinčića in Stojana Batiča. Vodilni hrvaški filmski režiser Vatroslav Mimica je leta 1975 produciral film o uporu z naslovom Anno Domini 1573 ter televizijsko serijo v štirih delih. Dogodki so navdihnili tudi Gubec-beg, prvo hrvaško rock opero (1975).
Hrvaško-slovenski upor je leta 1937 v svoji drami Velika puntarija predstavil Bratko Kreft, ki je v uvodu v dramo napisal tudi krajšo študijo o kmečkih uporih na Slovenskem.
Uporu sta posvečena muzej pri gradu Oršić v Gornji Stubici in muzej v Krškem (Slovenija).
Obnova bitke na Stubičkem polju, ki poteka vsako leto od leta 2008, je od takrat postala ena najbolj priljubljenih zgodovinskih uprizoritev na Hrvaškem.

## Galerija
- Veliki spomenik v Gornji Stubici, Antun Augustinčić, 1971)
- Doprsni kip Matije Gubca v Zagrebu
- Kip Matije Gubca, Markov trg, Zagreb